# Saint-Ouen-de-Pontcheuil
Pour les articles homonymes, voir Saint-Ouen.
Saint-Ouen-de-Pontcheuil est une commune française située dans le département de l'Eure, en Normandie.

## Géographie

### Localisation
| Le Thuit de l'Oison (comm. dél. du Thuit-Signol)                            | Le Thuit de l'Oison (comm. dél. du Thuit-Signol) | Saint-Pierre-des-Fleurs   |
| Le Thuit de l'Oison (comm. dél. du Thuit-Signol)                            | Saint-Ouen-de-Pontcheuil                         | Le Bec-Thomas Fouqueville |
| Amfreville-Saint-Amand (comm. dél. d'Amfreville-la-Campagne) (par un angle) | Fouqueville                                      | Fouqueville               |

### Hydrographie
La commune est située dans le bassin Seine-Normandie. Elle est drainée par l'Oison,.
L'Oison, d'une longueur de 16 km, prend sa source dans la commune d'Amfreville-Saint-Amand et se jette  dans la Seine à Saint-Pierre-lès-Elbeuf, après avoir traversé neuf communes.

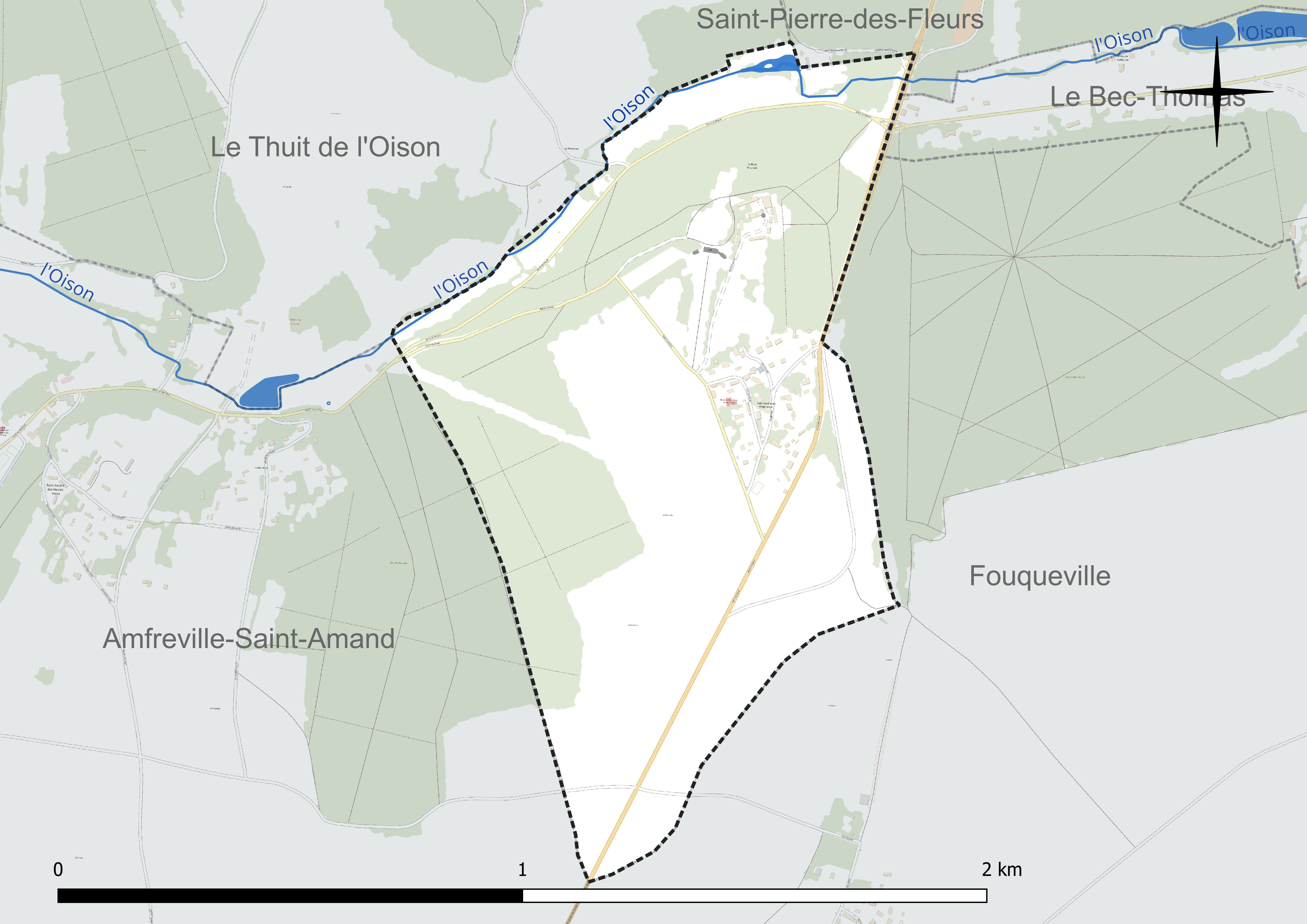
Réseau hydrographique de Saint-Ouen-de-Pontcheuil.

### Climat
Pour des articles plus généraux, voir Climat de la Normandie et Climat de l'Eure.
En 2010, le climat de la commune est de type climat océanique dégradé des plaines du Centre et du Nord, selon une étude du CNRS s'appuyant sur une série de données couvrant la période 1971-2000. En 2020, Météo-France publie une typologie des climats de la France métropolitaine dans laquelle la commune est exposée à un climat océanique et est dans la région climatique  Côtes de la Manche orientale, caractérisée par un faible ensoleillement (1 550 h/an) ; forte humidité de l’air (plus de 20 h/jour avec humidité relative > 80 % en hiver), vents forts fréquents. Parallèlement le GIEC normand, un groupe régional d’experts sur le climat, différencie quant à lui, dans une étude de 2020, trois grands types de climats pour la région Normandie, nuancés à une échelle plus fine par les facteurs géographiques locaux. La commune est, selon ce zonage, exposée à un « climat contrasté des collines », correspondant au Pays d’Auge, Lieuvin et Roumois, moins directement soumis aux flux océaniques et connaissant toutefois des précipitations assez marquées en raison des reliefs collinaires qui favorisent leur formation.
Pour la période 1971-2000, la température annuelle moyenne est de 10,3 °C, avec  une amplitude thermique annuelle de 13,9 °C. Le cumul annuel moyen de précipitations est de 743 mm, avec 11,9 jours de précipitations en janvier et 8,2 jours en juillet. Pour la période 1991-2020, la température moyenne annuelle observée sur la station météorologique la plus proche, située sur la commune de Louviers à 16 km à vol d'oiseau, est de 11,8 °C et le cumul annuel moyen de précipitations est de 719,5 mm,. Pour l'avenir, les paramètres climatiques de la commune estimés pour 2050 selon différents scénarios d’émission de gaz à effet de serre sont consultables sur un site dédié publié par Météo-France en novembre 2022.

## Urbanisme

### Typologie
Au 1er janvier 2024, Saint-Ouen-de-Pontcheuil est catégorisée commune rurale à habitat très dispersé, selon la nouvelle grille communale de densité à 7 niveaux définie par l'Insee en 2022.
Elle est située hors unité urbaine. Par ailleurs la commune fait partie de l'aire d'attraction de Rouen, dont elle est une commune de la couronne,. Cette aire, qui regroupe 317 communes, est catégorisée dans les aires de 200 000 à moins de 700 000 habitants,.

### Occupation des sols

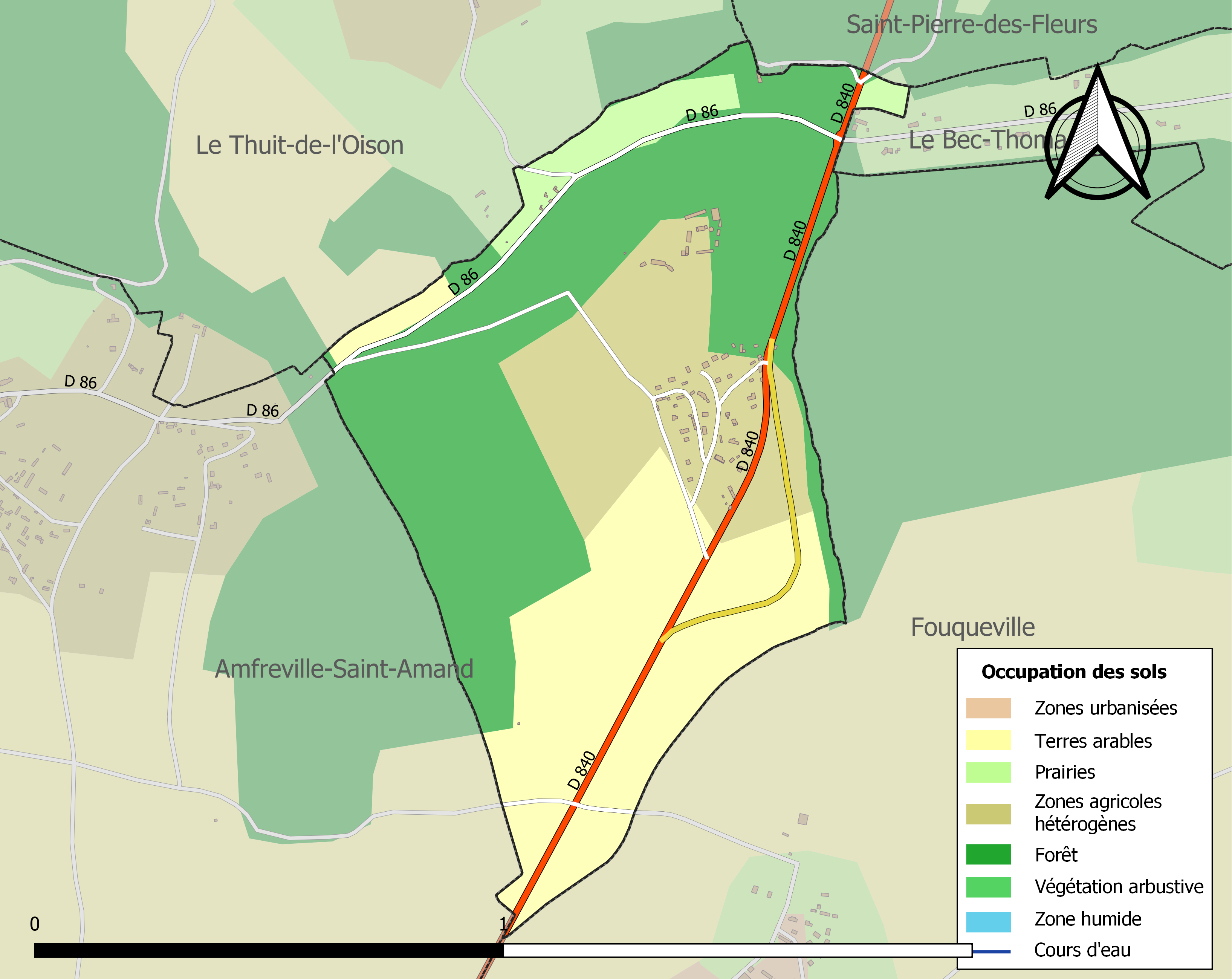
Carte des infrastructures et de l'occupation des sols de la commune en 2018 (CLC).

L'occupation des sols de la commune, telle qu'elle ressort de la base de données européenne d’occupation biophysique des sols Corine Land Cover (CLC), est marquée par l'importance des territoires agricoles (57,7 % en 2018), une proportion identique à celle de 1990 (57,7 %). La répartition détaillée en 2018 est la suivante : 
forêts (42,3 %), terres arables (30,8 %), zones agricoles hétérogènes (22,8 %), prairies (4,1 %).
L'IGN met par ailleurs à disposition un outil en ligne permettant de comparer l’évolution dans le temps de l’occupation des sols de la commune (ou de territoires à des échelles différentes). Plusieurs époques sont accessibles sous forme de cartes ou photos aériennes : la carte de Cassini (XVIIIe siècle), la carte d'état-major (1820-1866) et la période actuelle (1950 à aujourd'hui).

## Toponymie
Le nom de la localité est attesté sous les formes Ponticulus en 849, S. Audoenus de Poncello sans date ; S. Audoenus du Poncel ou Sanctus Audoenus de Ponsel vers 1172 (ch. de Thomas de Tournebu) ; Pontseul (chartrier de Montpoignant) sans date ; Saint-Ouen-de-Pontchel en 1391 (dén. de la baronnie de Becthomas) ; Ponceul en 1484 (cart. du Bec), ; Saint-Ouen-du-Ponchel en 1646 (notes de Charles Puchot, seigneur d’Amfreville) ; Saint-Ouen-de-Pontcheut en 1722 (Masseville).
Saint-Ouen est un hagiotoponyme qui fait référence à Ouen de Rouen.
Comme l'implique les formes les plus anciennes, l'élément Pontcheuil représente l'altération du terme dialectal normanno-picard ponchel « petit pont » que l'on retrouve dans le Ponchel, nom de plusieurs hameaux du pays de Bray en Seine-Maritime et dans le patronyme Duponchel équivalent des Dupont et Dupontel (patronyme disparu). Il s'agit de la variante au nord de la ligne Joret, équivalente à l'ancien français puncel (XIIe) > ponceau, issu d'un latin populaire *pŏntĭcĕllus, non attesté (c'est-à-dire gallo-roman *PŎNTĬCĔLLU), qui procède lui-même du latin classique pŏntĭcŭllus « petit pont », diminutif de pons (« pont »). François de Beaurepaire préfère comme étymologie un latin tardif *ponceolum, non attesté également.
En réalité, l'altération de Ponchel en Poncheuil s'explique par l'oubli du mot primitif et l'attraction des noms de lieux en -euil du type Verneuil ou Breteuil.
Ce village se trouve au bord de l'Oison, petit cours d'eau qui se jette dans la Seine à Elbeuf et que l'on traverse encore sur un petit pont.

## Politique et administration

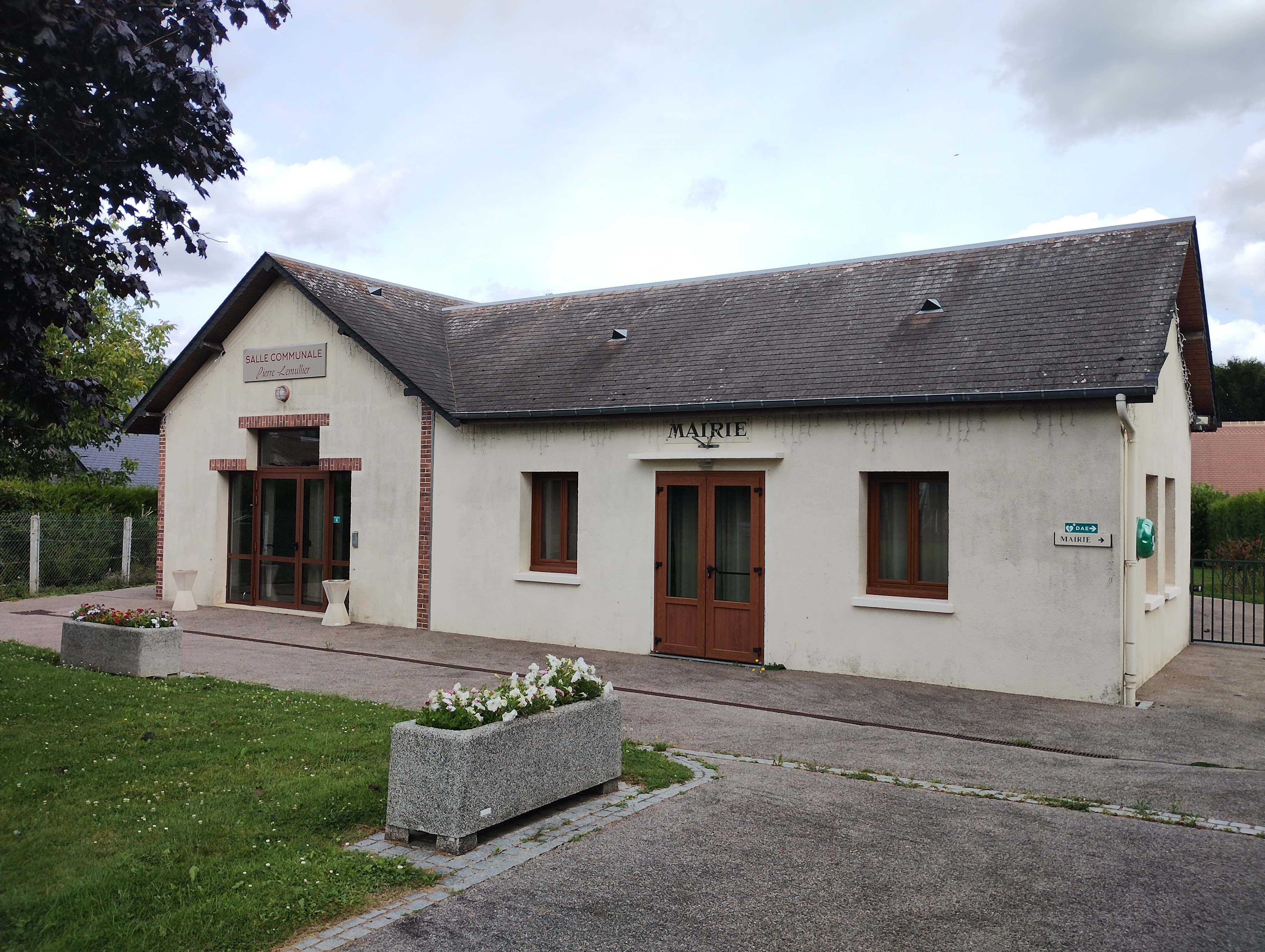
Mairie

| Période                                  | Période   | Identité       | Étiquette | Qualité |
| ---------------------------------------- | --------- | -------------- | --------- | ------- |
| Les données manquantes sont à compléter. |           |                |           |         |
| novembre 1989                            | mars 2008 | Daniel Soligni |           |         |
| mars 2008                                | En cours  | Daniel Duval   | DVG       | Employé |

## Démographie
L'évolution du nombre d'habitants est connue à travers les recensements de la population effectués dans la commune depuis 1793. Pour les communes de moins de 10 000 habitants, une enquête de recensement portant sur toute la population est réalisée tous les cinq ans, les populations de référence des années intermédiaires étant quant à elles estimées par interpolation ou extrapolation. Pour la commune, le premier recensement exhaustif entrant dans le cadre du nouveau dispositif a été réalisé en 2005.

En 2022, la commune comptait 101 habitants, en évolution de +4,12 % par rapport à 2016 (Eure : −0,25 %, France hors Mayotte : +2,11 %).
| 1793 | 1800 | 1806 | 1821 | 1831 | 1836 | 1841 | 1846 | 1851 |
| ---- | ---- | ---- | ---- | ---- | ---- | ---- | ---- | ---- |
| 99   | 115  | 110  | 118  | 92   | 107  | 115  | 145  | 155  |

| 1856 | 1861 | 1866 | 1872 | 1876 | 1881 | 1886 | 1891 | 1896 |
| ---- | ---- | ---- | ---- | ---- | ---- | ---- | ---- | ---- |
| 123  | 103  | 108  | 117  | 141  | 133  | 99   | 79   | 77   |

| 1901 | 1906 | 1911 | 1921 | 1926 | 1931 | 1936 | 1946 | 1954 |
| ---- | ---- | ---- | ---- | ---- | ---- | ---- | ---- | ---- |
| 68   | 61   | 77   | 66   | 40   | 43   | 40   | 54   | 55   |

| 1962 | 1968 | 1975 | 1982 | 1990 | 1999 | 2005 | 2006 | 2010 |
| ---- | ---- | ---- | ---- | ---- | ---- | ---- | ---- | ---- |
| 52   | 53   | 57   | 89   | 108  | 100  | 99   | 98   | 97   |

| 2015 | 2020 | 2022 | - | - | - | - | - | - |
| ---- | ---- | ---- | - | - | - | - | - | - |
| 98   | 101  | 101  | - | - | - | - | - | - |

## Culture locale et patrimoine

### Lieux et monuments
- Église Saint-Ouen (pour mémoire)
- Château du Mont-Poignant,  Site inscrit (1943), auquel fut attachée la famille Campion de Montpoignant. Pendant sa fuite, Jacques de Chambray le Chouan s'y maintient caché pendant plusieurs mois.
- Le moulin Amour, des XVe et XIXe siècles, sur l'Oison, moulin hydraulique, équipé d’une roue à augets.

### Patrimoine naturel

#### Site inscrit
- Le château du Mont-Poignant,  Site inscrit (1943)[29].

### Personnalités liées à la commune
- Désiré Amour, dernier meunier jusqu'en 1914.